# Astrale vlak

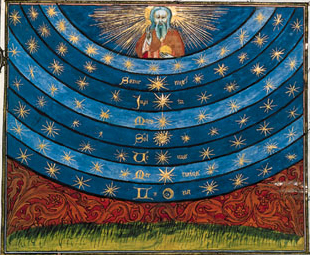
Middeleeuwse opvatting van de hemelse (astrale) sferen waarin de engelen verbleven tussen hemel en aarde.

Het astrale vlak, door Éliphas Lévi ook astraal licht genoemd, is een term uit de esoterie en het occultisme die meer dan één betekenis heeft en niet precies te definiëren valt. In essentie is het verbeelding. Als deel van de geest ligt het buiten het Zelf, de persoonlijkheid, terwijl het wel in contact blijft met alle delen van de geest. 'Reizigers naar het astrale' vatten het op als het verlaten en het opgeven van het fysieke, waarna het 'innerlijk landschap' werkelijkheid wordt.
De gewone vorm van astrale werkzaamheid is de dagdroom, waarbij gedachten gezien worden als beelden. Bij verder 'reizen' in het astrale, en dus door verruiming van het innerlijk bewustzijn, is er minder controle en gaan symbolen een eigen leven leiden. Van buitenaf lijkt het astrale vlak een staat van bewustzijn, maar beschrijvingen ervan hebben het eerder over een reis. Zo beschreef Dante Alighieri in de 14e eeuw zijn eigen denkbeeldige reis door de astrale sferen van het paradijs in De goddelijke komedie. 
Vooral in de laat-19e-eeuwse Franse en Engelse occulte literatuur vindt men technieken ("paden" zoals trance, kabbala en tarot) om toegang te krijgen tot het het astrale. Deze oefeningen doen vooral een beroep op het vermogen tot visualiseren. 'Spontane' toegangen tot het astrale vlak worden gerapporteerd bij visioenen en uittredingen.
Het astrale vlak werd al gepostuleerd door klassieke (met name neoplatonische), middeleeuwse, oosterse en esoterische filosofieën en mysteriereligies. Het is de wereld van de planetaire sferen, die de ziel doorkruist in zijn astrale lichaam op weg naar de geboorte en na de dood, een wereld waarvan in het algemeen gezegd wordt dat hij bevolkt wordt door engelen, geesten of andere immateriële wezens. In de late 19e en vroege 20e eeuw werd het begrip gepopulariseerd door de theosofie en de neo-Rozenkruisers.